# The History of The Lord of the Rings
The History of The Lord of the Rings est une suite de quatre livres édités par Christopher Tolkien qui documente le processus de création du Seigneur des anneaux par J. R. R. Tolkien. Ces volumes constituent les tomes 6 à 9 de l'Histoire de la Terre du Milieu, dont ils sont parfois édités séparément. Certaines informations concernant les annexes et une suite abandonnée au roman peuvent aussi être trouvées dans le volume 12, The Peoples of Middle-earth.

## Volumes
1. The Return of the Shadow (1988) (Voir sur Wikidata)
2. The Treason of Isengard (1989) (Voir sur Wikidata)
3. The War of the Ring (1990) (Voir sur Wikidata)
4. Sauron Defeated (1992) (Voir sur Wikidata) comprenant notamment The Notion Club Papers (Voir sur Wikidata)